# Kåseberga
Kåseberga ist eine Ortschaft (småort) in der schwedischen Provinz Skåne län und der historischen Provinz (landskap) Schonen. Das Fischerdorf liegt etwa 18 km südöstlich von Ystad in der Gemeinde Ystad.
Das Dorf liegt unmittelbar östlich einer Landzunge mit einer über 20 m hohen Steilküste. Auf der Landzunge befindet sich die Schiffssetzung Ales stenar, die größte Schiffssetzung Schwedens. Der beidseitig des Ortes vor der Steilküste liegende schmale Strand ist steinig und touristisch nicht nutzbar. Der kleine Fischereihafen unterhalb der Steilküste wurde in der heutigen Form 1881 mit einem Wegdurchbruch durch die dort etwas niedrigere Steilküste geplant. Bereits 1864 gab es in Kåseberga 24 Fischer mit 9 Ruderbooten. Heute lebt der Ort unter anderem vom Tourismus.

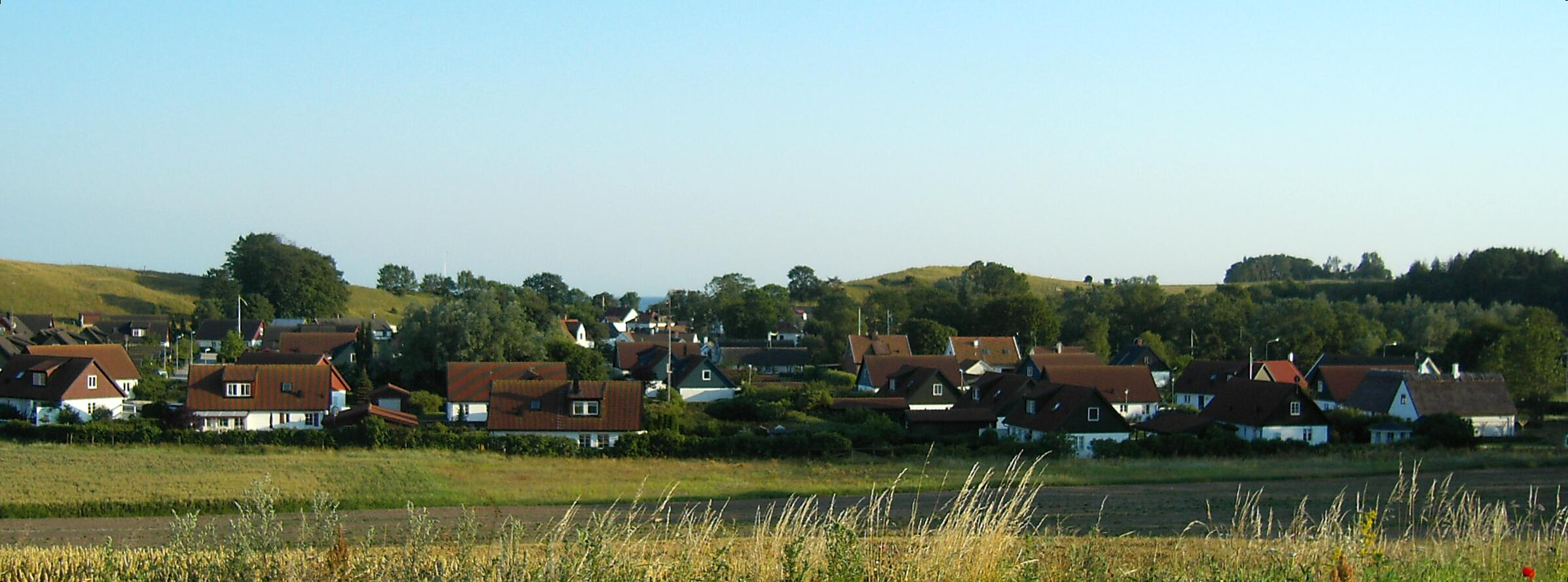
Blick über die Ortschaft

Im Hafen befand sich von 2007 bis 2016 ein Museum der schwedischen Seenotrettung Svenska Sällskapet för Räddning af Skeppsbrutne.

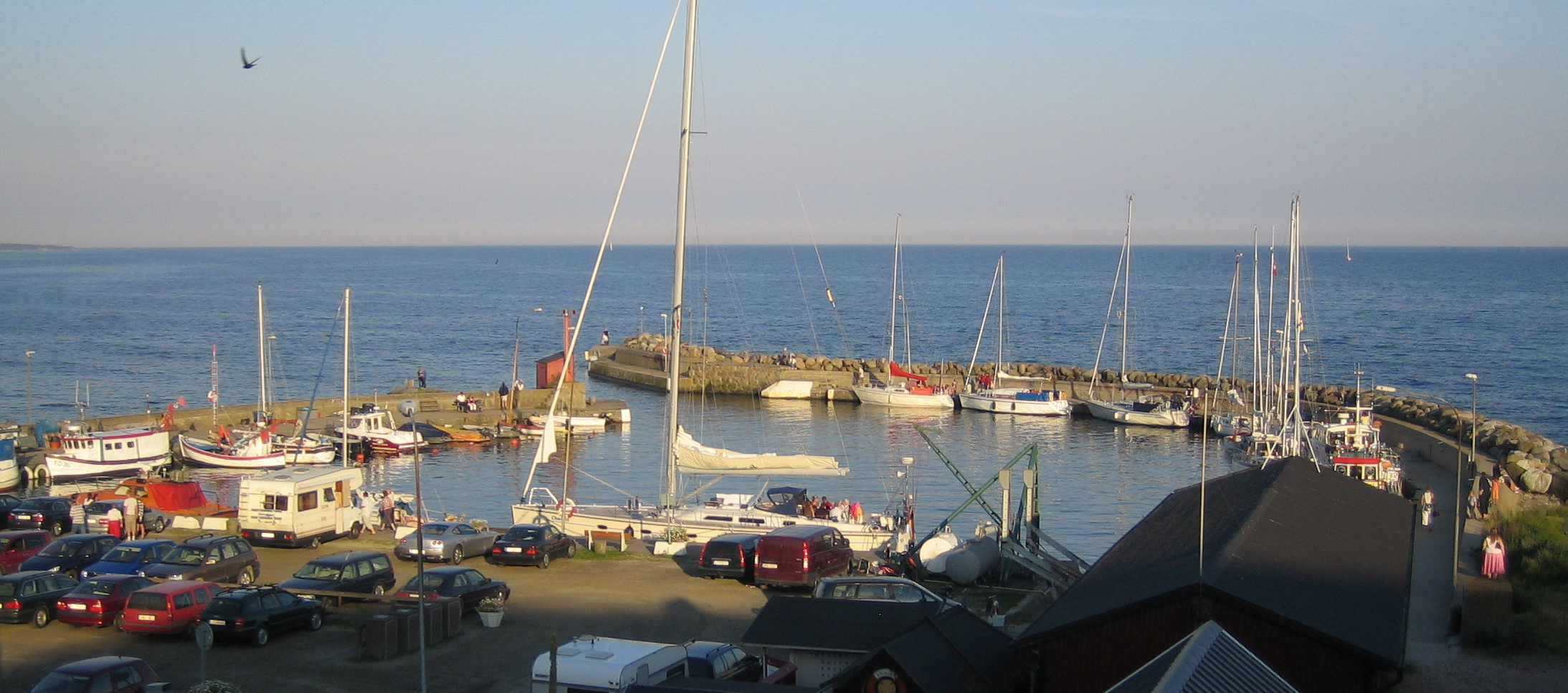
Hafen
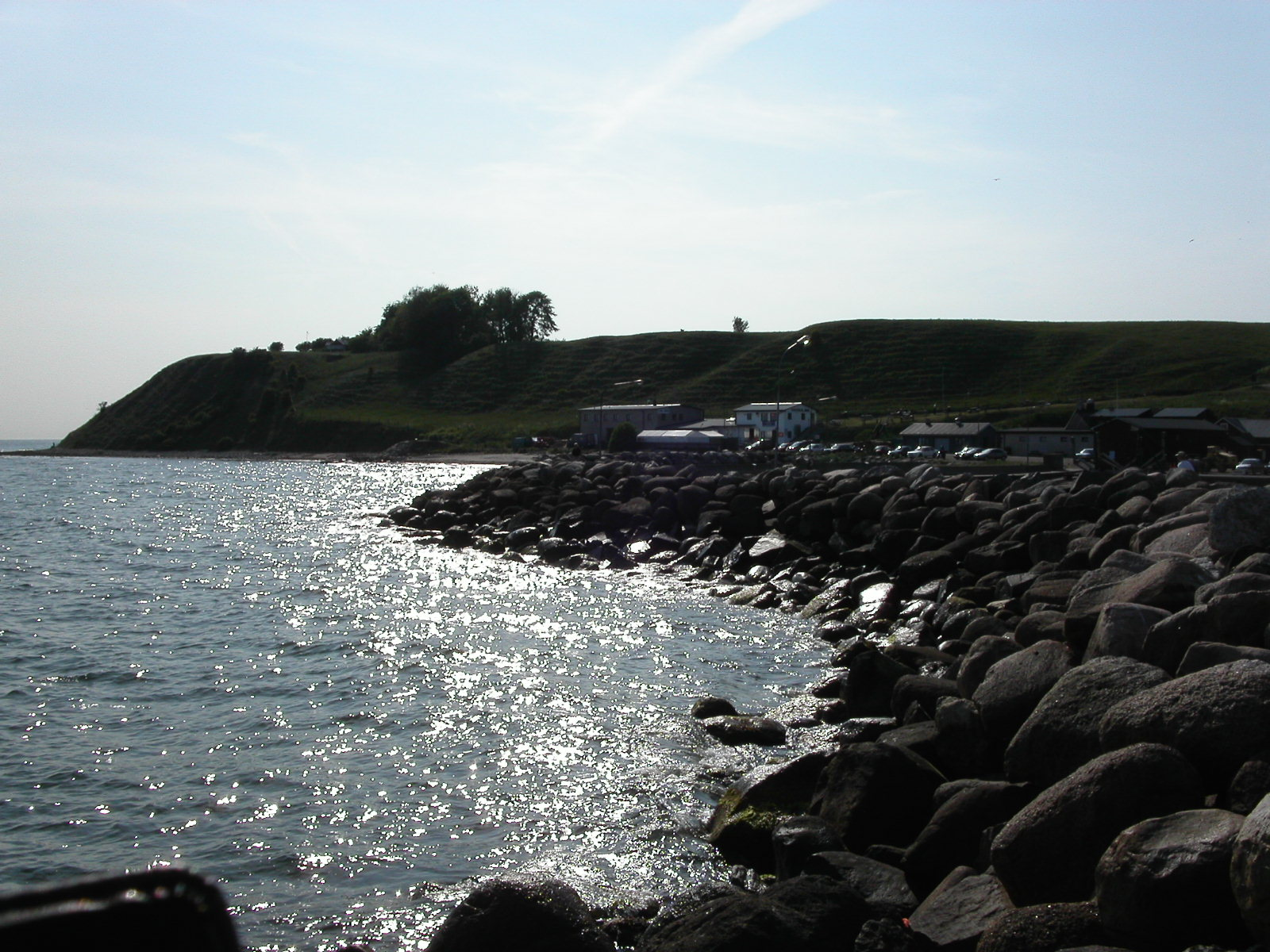
Küste von Kåseberga
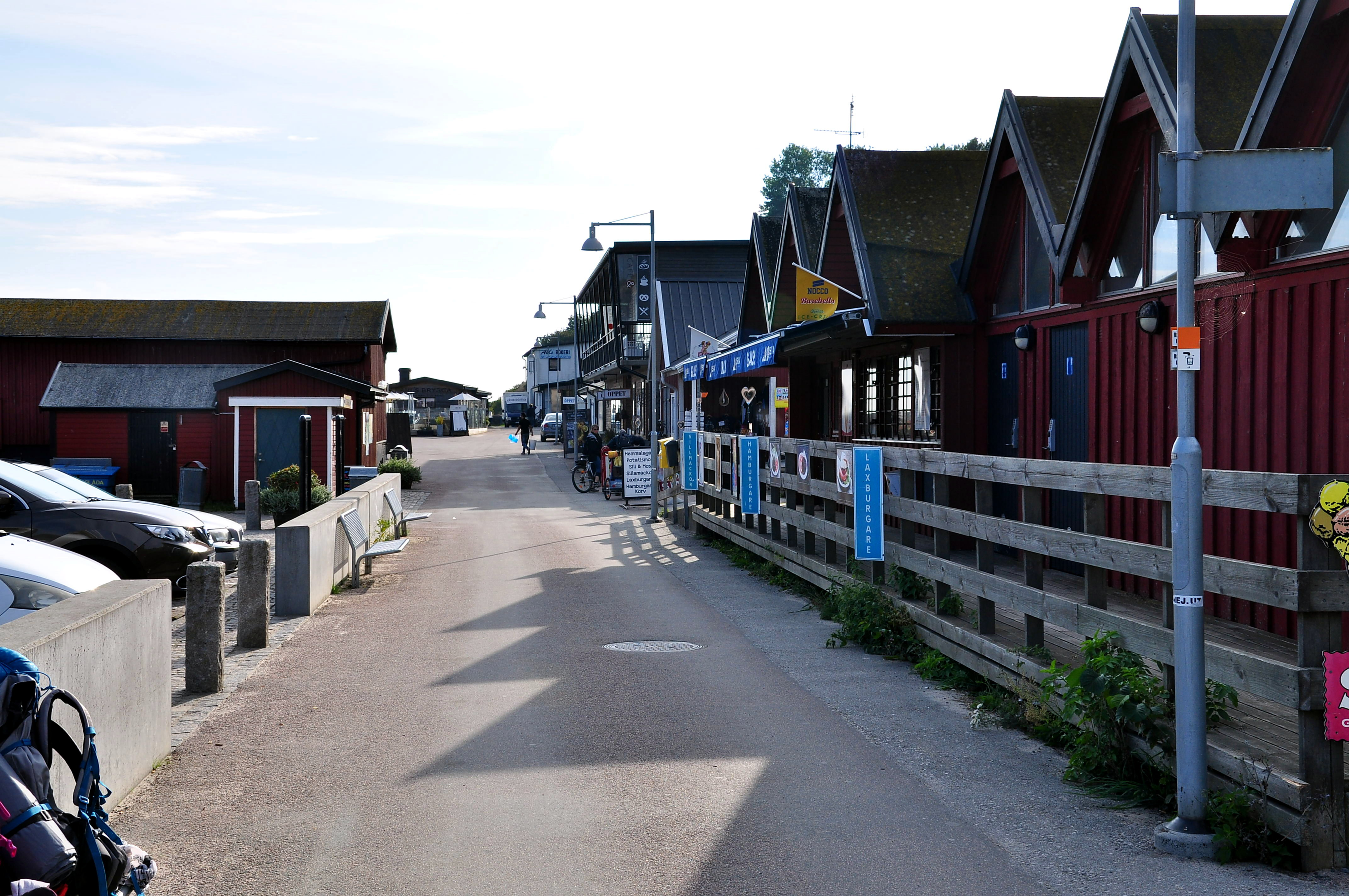
Promenade von Kåseberga